# Leptotyphlops occidentalis
Leptotyphlops occidentalis är en kräldjursart som beskrevs av  Vivian William Maynard Fitzsimons 1962. Leptotyphlops occidentalis ingår i släktet Leptotyphlops och familjen Leptotyphlopidae. Inga underarter finns listade i Catalogue of Life.